# In Case We Die (Tinashe)
In Case We Die è il mixtape della cantante statunitense Tinashe, pubblicato il 1º febbraio 2012. 
Musicalmente, il progetto avvolge nuovi suoni facendo di Tinashe una cantante alle prese di nuovi stili musicali nell'R&B, abbandonando dietro di lei lo stile dance pop usato nel suo gruppo.

## Sfondo
Nel 2007, dopo essere stata accanto al cantante pop Colleen Fitzpatrick. Dopo quattro anni insieme al girl group, tra cui l'apertura di Justin Bieber del My World Tour, il gruppo si scioglie nel 2011. Dopo aver firmato un contratto con Columbia/Sony e Universal Republic con il gruppo femminile, Tinashe ha iniziato a pubblicare in modo indipendente diversi singoli da solista, ad esempio facendo una cover del singolo di successo di Lil Wayne, How to Love, We Found Love di Rihanna e del singolo Artificial People.
Il 20 dicembre 2011, Tinashe annuncia di pubblicare il suo primo mixtape, In Case We Die nel 2012.

## Tracce
1. The Last Night On Earth – 4:38
2. My High – 4:29
3. Let You Love Me – 4:12
4. That – 5:44
5. The Will To Survive (Interlude) – 0:39
6. Boss – 3:41
7. I Tried – 4:35
8. Another Season – 4:07
9. This Feeling – 3:21
10. Stumble – 4:05
11. Crossing The Cosmo – 3:47
12. Fading (Interlude) – 1:26
13. Biding My Time – 2:45
14. Heaven (Interlude) – 2:09
15. Chainless – 3:11